# AgustaWestland
AgustaWestland er en helikopter design- og produktionsvirksomhed placeret i Italien og Storbritannien. Den blev skabt i 2000, da ejerne af Agusta og Westland Helicopters, henholdsvis Leonardo og GKN, fusionerede deres to datterselskaber beskæftiget med helikoptere. I 2004 overtog Finmeccanica dog alle aktier fra GKN og AgustaWestland er nu et fuldtejet datterselskab til Finmeccanica.
AgustaWestland åbnede kontor i Philadelphia i 2005 og vandt en kontrakt med at bygge præsidentens nye helikopter, Marine One, og dermed sandsynligvis flere fremtidige kontrakter med den amerikanske hær, som kan gå ud over deres største konkurrent, Sikorsky.